# Trophée Jacques-Lacarrière
 (novembre 2024).
Si vous disposez d'ouvrages ou d'articles de référence ou si vous connaissez des sites web de qualité traitant du thème abordé ici, merci de compléter l'article en donnant les références utiles à sa vérifiabilité et en les liant à la section « Notes et références ».
Le Trophée Jacques-Lacarrière est une récompense française de hockey sur glace. Créé en 2007 pour récompenser le vainqueur du Match des champions il est maintenant remis au vainqueur de la saison régulière du championnat de France de hockey sur glace.

## Histoire du trophée
Créé en 2007, le trophée Jacques-Lacarrière récompense sous sa première forme le vainqueur d'un match de gala (le match des champions) entre les tenants du titre de la coupe Magnus et du trophée Pete-Laliberté.
En 2018, la fédération française décide de changer le format d'attribution du trophée. Il récompense dorénavant l'équipe qui remporte la saison régulière de Ligue Magnus.

## Gagnants du trophée Jacques-Lacarrière

### Vainqueurs dumatch des champions
- 2007 : Ducs d'Angers
- 2008 : Brûleurs de loups de Grenoble
- 2009 : Brûleurs de loups de Grenoble (2)
- 2010 : Dragons de Rouen
- 2011 : Brûleurs de loups de Grenoble (3)
- 2012 : Dragons de Rouen (2)
- 2013 : Diables rouges de Briançon
- 2014 : Ducs d'Angers (2)
- 2015 : Dragons de Rouen (3)
- 2016 : Dragons de Rouen (4)
- 2017 : Brûleurs de loups de Grenoble (4)

### Vainqueurs de la saison régulière de Ligue Magnus
- 2019 : Dragons de Rouen (5)
- 2020 : Brûleurs de loups de Grenoble (5)
- 2021 : Dragons de Rouen  (6)[Note 1]
- 2022 : Brûleurs de loups de Grenoble (6)
- 2023 : Brûleurs de loups de Grenoble (7)
- 2024 : Dragons de Rouen (7)[1]
- 2025 : Brûleurs de loups de Grenoble (8)